# Trebușeni, Rahău
Trebușeni (în ucraineană Ділове, Dilove) este localitatea de reședință a comunei Trebușeni din raionul Rahău, regiunea Transcarpatia, Ucraina.

## Demografie
Componența lingvistică a localității Trebușeni
     Ucraineană (98,84%)
     Alte limbi (1,04%)
Conform recensământului din 2001, majoritatea populației localității Trebușeni era vorbitoare de ucraineană (98,84%), existând în minoritate și vorbitori de alte limbi.